# Wally Pfister
Wally Pfister (Chicago, 8 juli 1961) is een Amerikaanse cameraman en regisseur. 
Pfister werd in Chicago geboren als Walter Pfister en getogen in New York. Hij is onder meer bekend met zijn camerawerk in de films Batman Begins, The Prestige en The Dark Knight. Met deze drie films werd hij genomineerd voor een Academy Award (Oscar), en hij won in 2011 daadwerkelijk een Oscar voor zijn werk in Inception. Pfister was lange tijd vaste cameraman van filmregisseur Christopher Nolan, waarmee hij een samenwerking had bij de eerste vier genoemde films. Ook was hij de cameraman bij de Nolan films Memento, Insomnia en The Dark Knight Rises. Hij was ook cameraman van succesvolle films als The Italian Job van regisseur F. Gary Gray en Moneyball van regisseur Bennett Miller. In 2012 was hij mede-cameraman van de documentaire en biopic Marley, over het leven van de Jamaicaanse zanger Bob Marley. In 2014 maakte Pfister zijn regiedebuut met de film Transcendence met Johnny Depp in de hoofdrol.
Pfister is sinds 1992 getrouwd met Anna Julien en heeft drie kinderen.

## Filmografie
| - 1991: The Unborn - 1991: Inside Out - 1992: Lower Level - 1992: Lower Level - 1992: Inside Out II - 1992: Sketch Artist - 1992: Night Rhythms - 1992: Inside Out III - 1992: Animal Instincts - 1992: Inside Out IV - 1993: Stepmonster - 1993: Amityville: A New Generation - 1993: Mirror Images II - 1994: Object of Obsession - 1994: Animal Instincts II - 1994: Secret Games 3 - 1994: Stranger by Night - 1995: The Granny - 1997: A Kid in Aladdin's Palace | - 1998: Rhapsody in Bloom (televisiefilm) - 1998: Breakfast with Einstein (televisiefilm) - 1999: The Hi-Line - 2000: Sharing the Secret (televisiefilm) - 2000: Memento - 2001: Scotland, Pa. - 2001: Sanctuary (televisiefilm) - 2001: Rustin - 2002: Insomnia - 2003: The Italian Job - 2005: Batman Begins - 2005: Slow Burn - 2006: The Prestige - 2008: The Dark Knight - 2010: Inception (gewonnen: Oscar voor beste camerawerk) - 2011: Moneyball - 2012: The Dark Knight Rises - 2014: Transcendence (als filmregisseur) |